# Blanqueta de la pedrosa
La blanqueta de la pedrosa (Pieris ergane) és una espècie de lepidòpter papilionoïdeu de la família dels pièrids (Pieridae) present als Països Catalans.

## Distribució
Es troba al sud d'Europa, Àsia Menor, Síria, l'Iraq, Iran i Transcaucàsia. A Espanya és una espècie rara i poc freqüent, amb pocs nuclis de població no connectats i amb pocs individus allà on apareix.
La longitud de les ales anteriors és 19-24 mm. L'anvers de les ales anteriors dels mascles és blanc amb la costa blanca grisenca i una taca apical gris. A la zona postdiscal apareix una taca negrosa que pot faltar. Les ales posteriors són blanques amb una taca postdiscal negra tocant la costa. El revers alar és blanc i groc pàl·lid. Les anteriors són blanques, les posteriors són de to groc pàl·lid amb escates grises.
Les ales de les femelles són similars, amb taques de major extensió. L'anvers de les anteriors posseeix una zona basal més fosca, amb dues taques postdiscals negroses.

## Biologia i hàbitat
Els adults volen d'abril a setembre amb una primera generació que vola a la primavera i una segona a l'estiu. Les larves s'alimenten d'Aethionema saxatile i Aethionema orbiculatum.
A Espanya és una espècie rara i poc freqüent, amb pocs nuclis de població no connectats i amb pocs individus allà on apareix. El seu hàbitat són zones muntanyoses ben conservades, de solana, amb terrenys pobres, habitualment calcaris, volant sobre talussos, pedregars, pastures pobres i camins.

## Galeria

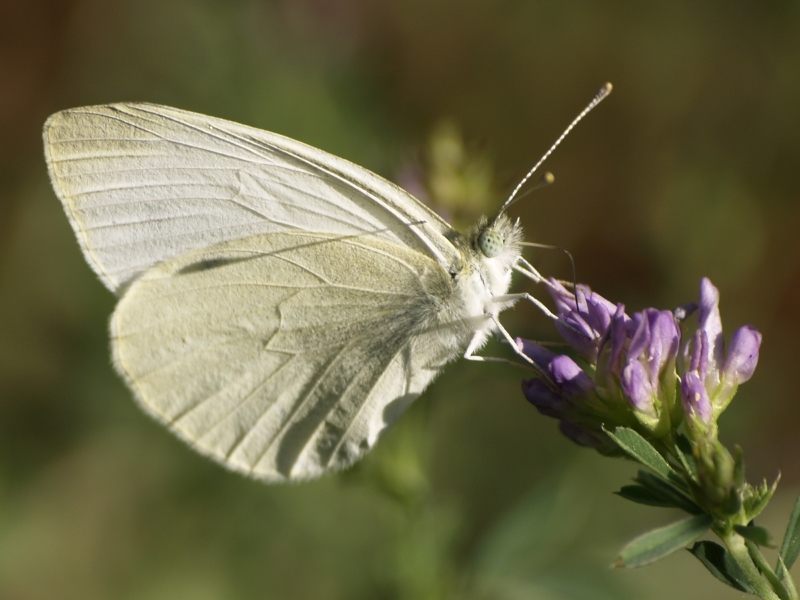
Pieris ergane
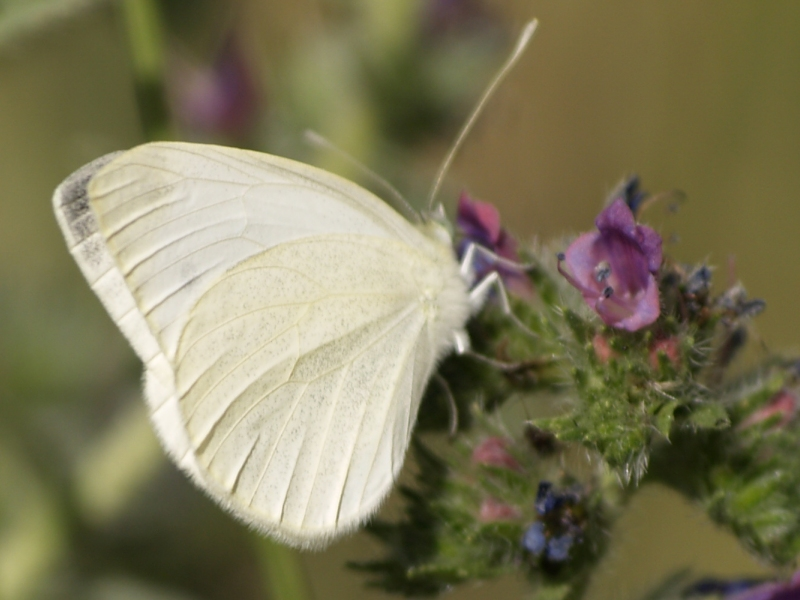
Pieris ergane